# دولوث (جورجیا)
دولوث، جورجیا (به انگلیسی: Duluth, Georgia) یک شهر در ایالات متحده آمریکا با جمعیت ۲۶٬۶۰۰ نفر است که در ایالت جورجیا واقع شده‌است.

## موقعیت جغرافیایی
موقعیت جغرافیایی شهرها و مناطق اطراف به شرح زیر است: